# U. J. Cleveland House
U. J. Cleveland House, également connue sous le nom de Thomas Smith House, est une maison située au 551 de Charles Street, dans la ville de Mobile, en Alabama, aux États-Unis. Bâtie en 1853, sa construction est typique du style architectural des maisons américaines de la Côte du Golfe, un style particulièrement en vogue entre 1790 et 1840 dans les territoires de la Louisiane française aujourd'hui situés en Alabama, de la Louisiane et du Mississippi. Elle est classée au Registre national des lieux historiques des États-Unis depuis le 21 mai 1993.